# Västerort
Västerort – jeden z trzech obszarów (stadsområde) gminy Sztokholm, położony na zachód i północny zachód od centrum miasta i zaliczany do Yttre staden (Ytterstaden).
Västerort obejmuje 44 dzielnice (stadsdel), zgrupowane od 1 stycznia 2007 r. w czterech okręgach administracyjnych (stadsdelsområde):
- Bromma
- Hässelby-Vällingby
- Rinkeby-Kista
- Spånga-Tensta

W 2014 r. Västerort liczył 233 118 mieszkańców. Jego powierzchnia wynosi 77,04 km², z czego wody stanowią 8,2 km².